# Technische Nationalbibliothek

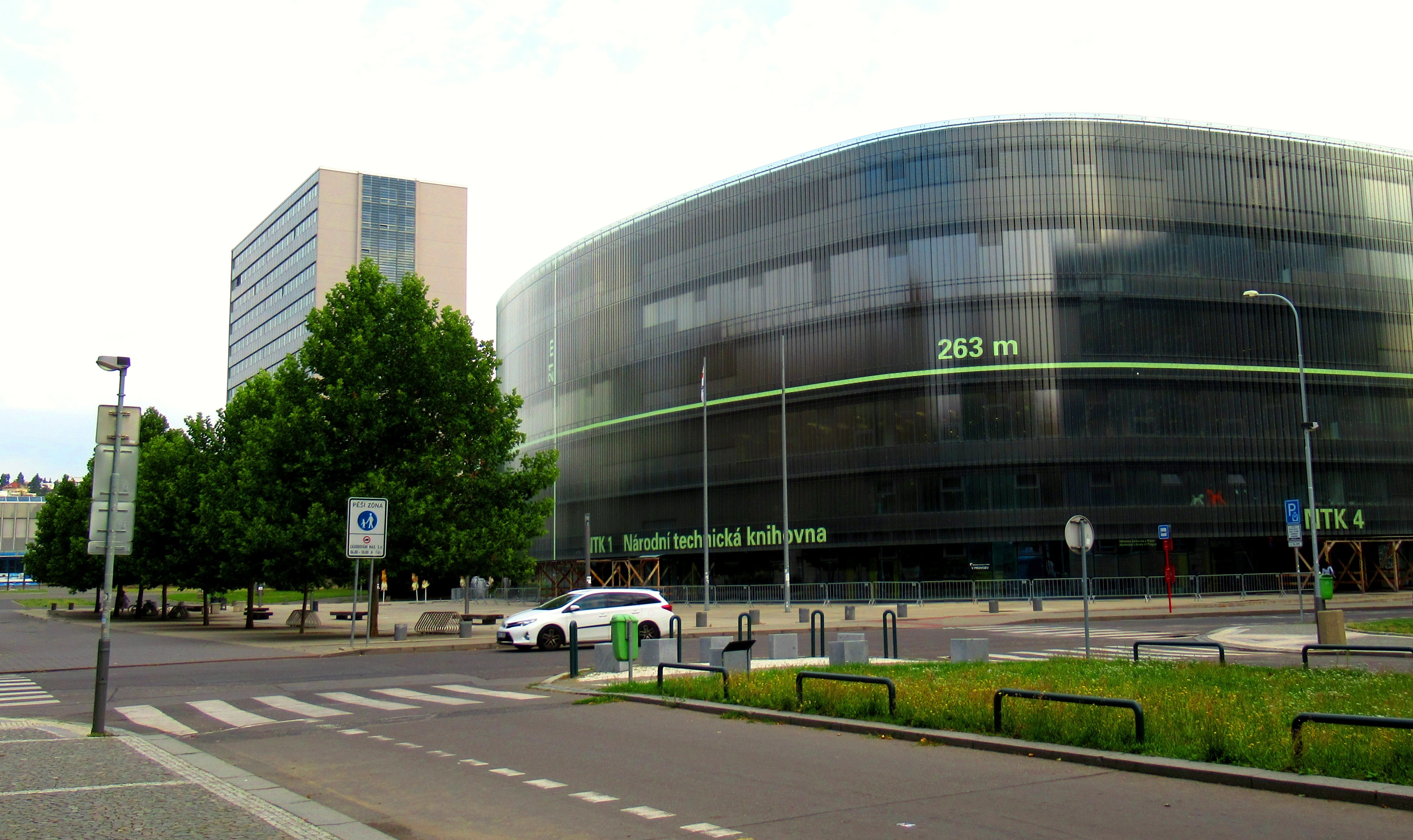
Die NTK Prag im Stadtteil Dejvice, Fassade von Süden

Die Technische Nationalbibliothek (tschechisch Národní technická knihovna; NTK) in Prag ist die größte und älteste naturwissenschaftlich-technische Spezialbibliothek in Tschechien. Seit 2009 befindet sie sich zentral auf dem Hochschulcampus im Stadtteil Dejvice und nimmt regionale sowie überregionale Aufgaben der wissenschaftlichen Literaturversorgung und Ausbildung wahr.

## Geschichte
Der Ursprung der Bibliothek lässt sich auf das Jahr 1718 datieren, als Christian Josef Willenberg, der erste Professor der Böhmischen Ständischen Ingenieurschule, damit begann, eine Sammlung von Büchern und anderen Unterrichtsmaterialien für seine Studenten aufzubauen. Diese Sammlung war anfangs im sogenannten Sächsischen Haus auf der Prager Kleinseite in Willenbergs Privatwohnung untergebracht, in der er auch lehrte. Der Zuwachs an Büchern sorgte bald für Platzmangel und führte dazu, dass die Bibliothek zunächst unter Willenberg selbst, dann unter seinen Nachfolgern im Laufe der folgenden Jahrzehnte an verschiedene Orte innerhalb Prags umziehen musste.
Im Jahr 1786 gelang es erstmals, unter Professor Franz Anton Leonhard Herget größere Räumlichkeiten des ehemaligen Sankt-Wenzel-Seminars in der Prager Altstadt für die Bibliothek zu gewinnen. Diese verblieb dort bis in die 1930er Jahre und erfuhr währenddessen eine umfangreiche systematische Klassifikation ihres Bestands, besonders unter Franz Josef von Gerstner, dem Direktor der nunmehr Deutschen Technischen Hochschule und dessen Nachfolger Karl Josef Napoleon Balling. Im Jahr 1935 wurde die Sammlung im Ostflügel des Clementinums als Technische Universitätsbibliothek neu eingerichtet und 1960 umbenannt in Staatliche Technische Bibliothek.
Da man in den Räumlichkeiten des Clementinums bis Mitte der 1990er Jahre an die Kapazitätsgrenze gelangte, wurde die Planung eines Neubaus für die Technische Nationalbibliothek in Auftrag gegeben, welcher schließlich zwischen 2006 und 2009 am neuen Standort in Dejvice fertiggestellt wurde.

## Aufgaben und Profil
Die Technische Nationalbibliothek bietet ihren Nutzern auf fünf Etagen ca. 1.300 Arbeitsplätze sowie 500.000 Bücher in Freihandaufstellung. Neben einer Zweigstelle der Stadtbibliothek Prag (Městská knihovna v Praze), beheimatet das Gebäude eine Cafeteria, eine Kunstgalerie sowie einen Buchladen. Eine Besonderheit des Neubaus stellt die künstlerische Innengestaltung durch den Künstler Dan Perjovschi dar.

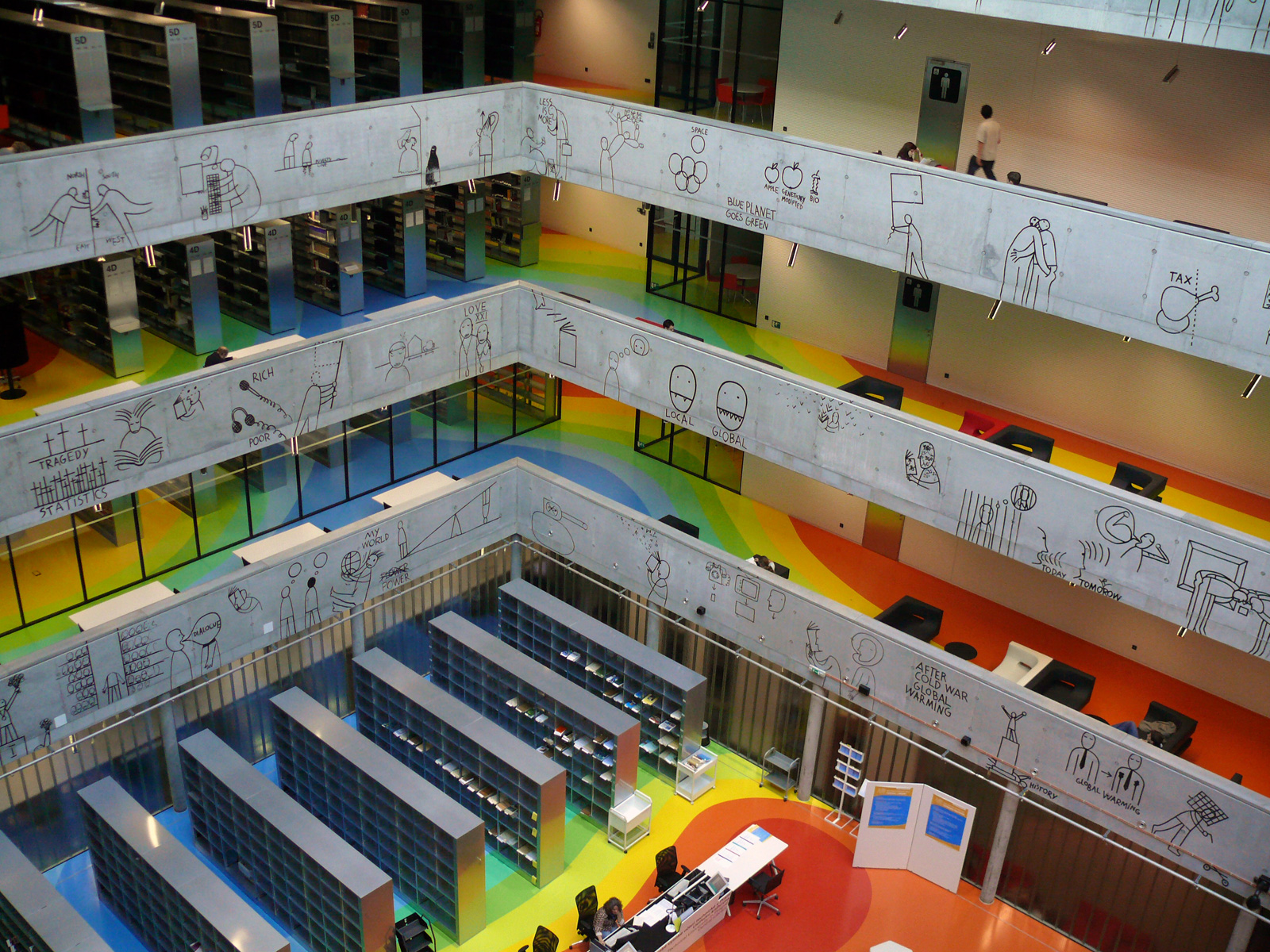
Interieur

Die akademischen Partner der Bibliothek sind vor allem naturwissenschaftlich-technische Fakultäten verschiedener Einrichtungen in Prag:
- Tschechische Technische Universität Prag (ČVUT)
- Universität für Chemie und Technologie in Prag (VŠCHT)
- Tschechische Agraruniversität Prag (ČZU)
- Institut für organische Chemie und Biochemie der Tschechischen Akademie der Wissenschaften (AV ČR)

Die Bestände vieler Fakultätsbibliotheken der genannten Einrichtungen wurden im Zuge des Neubaus in die NTK integriert und werden seither von dort zentral verwaltet. Weiterhin organisiert die Bibliothek den Zugang zu kostenpflichtigen fachspezifischen Literaturdatenbanken, etwa zu SciFinder und Reaxys über das Projekt chemTK. Eine große Bedeutung für die nationale Literaturversorgung hat das Konsortium CzechELib, dessen Verwaltung in der NTK angesiedelt wurde. Nach dem finnischen Vorbild FinELib ermöglicht CzechELib den Zugang zu elektronischen Ressourcen (vor allem zu elektronischen Zeitschriften) für Forschungseinrichtungen landesweit durch ein konsortiales Finanzierungsmodell.
Neben der Literaturversorgung nimmt die Bibliothek wichtige Aufgaben der wissenschaftlichen Ausbildung wahr, die von den Hochschulen auf dem Campus oft nicht geleistet werden können. Hierzu gehört vor allem die Vermittlung von Informationskompetenz, guter wissenschaftlicher Praxis sowie Englisch als Wissenschaftssprache. Dieses Angebot richtet sich ebenfalls an Schüler im sekundären Bildungsbereich, um die wissenschaftliche Ausbildung von Studentinnen und Studenten nachhaltig zu fördern.